# Ken Russell

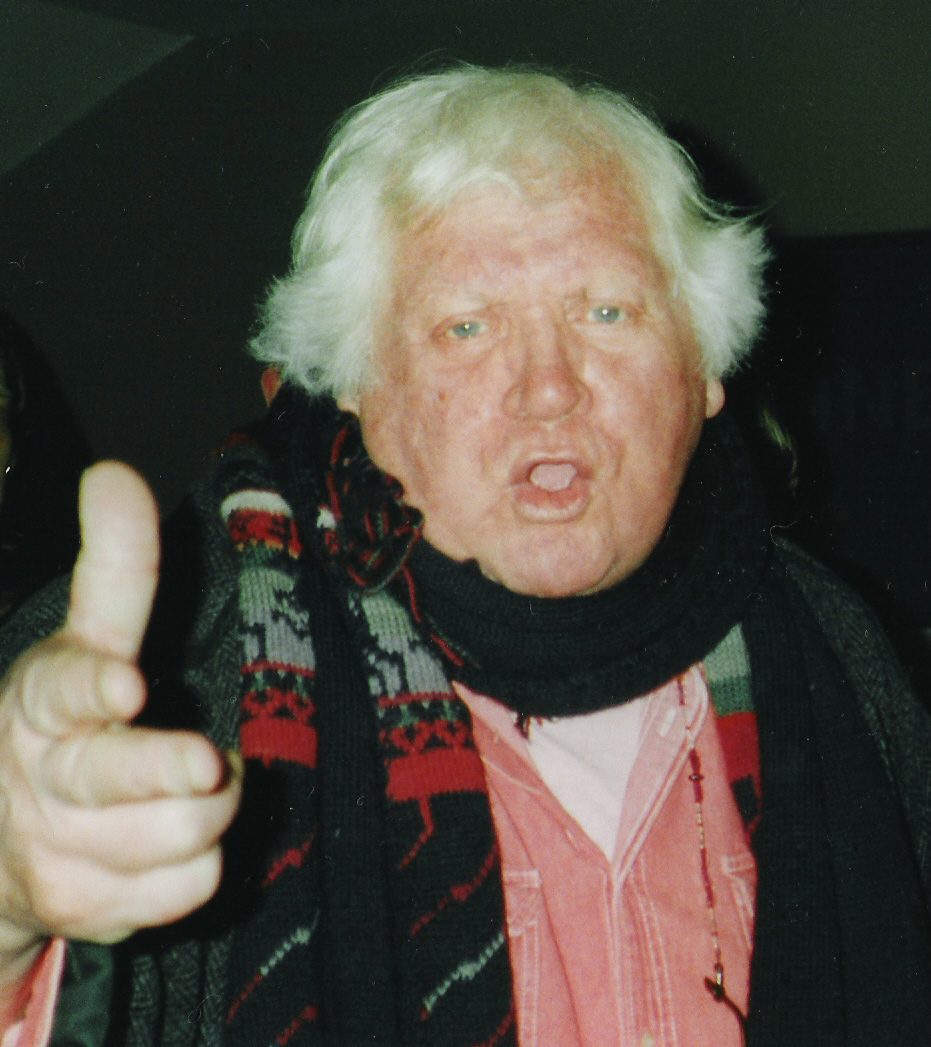
Ken Russel (2008)

Ken Russell (Southampton, 3 juli 1927 – 27 november 2011) was een Brits filmregisseur. De films van Russell werden gekenmerkt door de belangrijke rol die kunst, seks en geloof speelden.
Russell studeerde voor fotograaf. Zijn werk als fotograaf en enkele amateurfilms bezorgden hem werk bij de British Broadcasting Corporation (BBC). Hij maakte er enkele korte kunstdocumentaires. Zijn eerste langspeelfilm, de komedie French Dressing, dateert van 1964. Omdat dit debuut een flop was keerde Russell terug naar de televisiewereld waar hij opnieuw kunstdocumentaires en ook films over kunstenaars maakte (Claude Debussy, Isadora Duncan, Dante Rossetti, Frederick Delius, Richard Strauss, ...).
In 1967 leverde hij zijn tweede langspeelfilm af: de spionagefilm Billion Dollar Brain, naar de gelijknamige roman van Len Deighton, waarin Michael Caine voor de derde en laatste keer de rol vertolkte van de Britse geheim agent Harry Palmer.
Russells doorbraak kwam er in 1969 met zijn derde langspeelfilm Women in Love, de verfilming van het gelijknamige boek van D.H. Lawrence. Actrice Glenda Jackson won in 1971 de Oscar voor beste actrice als hoofdrolspeelster in dit romantisch drama. Russell zelf hield er een nominatie voor de Oscar voor beste regisseur aan over.
In de jaren zeventig bevestigde hij zijn succes met een aantal controversiële films zoals onder meer de Tsjaikovski biopic The Music Lovers (1970) en de dramatische historische horrorfilm The Devils (1971). Later volgden onder meer nog de muziekfilms Tommy (1975), de filmadaptatie van de gelijknamige rockopera van The Who, en Lisztomania (1975), vrij geïnspireerd door het leven van Franz Liszt. In beide films vertolkte Who-zanger Roger Daltrey de titelrol. De biopic Valentino (1977), zijn ambitieuze verfilming van het leven van Rudolph Valentino,  behaalde niet het verhoopte succes.
In 2007 zat hij in Celebrity Big Brother waar hij na een ruzie met Jade Goody het huis verliet.
In 2011 overleed Russell in zijn slaap op 84-jarige leeftijd.

## Filmografie
- 1956: Knights on Bikes
- 1961: Antonio Gaudi (korte televisiedocumentaire)
- 1961: Prokofiev, Portrait of a Soviet Composer (korte televisiedocumentaire)
- 1962: Elgar (tv-film)
- 1964: French Dressing
- 1965: The Debussy Film (tv-film)
- 1965: Always On Sunday (tv-film)
- 1966: Isadora Duncan, the Biggest Dancer in the World (tv-film)
- 1967: Dante’s Inferno: The Private Life of Dante Gabriel Rossetti, Poet and Painter (tv-film)
- 1967: Billion Dollar Brain
- 1968: Song Of Summer (tv-film)
- 1969: Women in Love
- 1970: Dance of the Seven Veils (tv-film)
- 1970: The Devils
- 1970: The Music Lovers
- 1971: The Boy Friend
- 1972: Savage Messiah
- 1974: Mahler
- 1974: Tommy
- 1975: Lisztomania
- 1977: Valentino
- 1980: Altered States
- 1984: Crimes of Passion
- 1986: Aria (episode Nessun dorma uit Turandot)
- 1986: Gothic
- 1987: Salome’s Last Dance
- 1988: The Lair of the White Worm
- 1989: Ken Russell’s Crazy Picture Show (A British Picture) (tv-film)
- 1989: Rainbow
- 1990: Whore
- 1990: The Strange Affliction of Anton Bruckner (tv-film)
- 1991: Prisoners of Honor (tv-film)
- 1992: The Secret Life of Sir Arnold Bax (tv-film)
- 1992: Lady Chatterley (tv-film)
- 1993: Alice in Russialand (tv-film)
- 1993: The Mystery of Doctor Martinu (tv-film)
- 1993: Women & Men: Stories of Seduction (tv-film)
- 1994: Erotic Tales (tv-film)
- 1995: Mindbender (tv-film)
- 1998: Dogboys (tv-film)
- 2000: Lion’s Mouth
- 2002: Elgar: Fantasy of a Composer on a Bicycle (tv-film)
- 2002: The Fall of the Louse of Usher: A Gothic Tale for the 21st Century
- 2006: Trapped Ashes